# Šahrak
Šahrak es una ciudad de Afganistán, perteneciente al distrito de su nombre. 
Su población es de 16.577 habitantes (2007). 
Está ubicado en la parte central y pertenece a la provincia de Ġawr. 
Cerca de la villa de Jam se encuentra el Minarete de Jam, uno de los edificios históricos más interesantes en Afganistán. 